# Дегтярёв, Пётр Петрович
Пётр Петрович Дегтярёв (3 декабря 1924, Верхнебаканский — 11 апреля 2001, Темиргоевская, Краснодарский край) — передовик советской газовой промышленности, заведующий промыслом газопромыслового управления № 1 Министерства газовой промышленности СССР, Краснодарский край. Герой Социалистического Труда (30.03.1971).

## Биография
Родился 3 декабря 1924 года в станице Верхнебаканская Черноморского округа Северо-Кавказского края в русской семье. С 1940 по 1942 годы трудился в системе нефтепромысла в Краснодарском крае.
В августе 1942 года призван в ряды Красной армии. Участник Великой Отечественной войны. С 1942 по 1943 годы воевал на Северо-Кавказском и Воронежском фронтах. Три раза получал ранения. Командир пулемётного взвода 1127-го стрелкового полка 337-й стрелковой дивизии 1-го Украинского фронта, лейтенант. С 1944 года член ВКП(б)/КПСС. В 1945 году назначен командиром стрелковой роты 239-го гвардейского стрелкового полка 97-й гвардейской стрелковой дивизии 1-го Украинского фронта, гвардии старший лейтенант. Уволен с военной службы в феврале 1947 года.
Демобилизовавшись, вернулся в Краснодарский край. С 1947 по 1975 годы трудился техником, оператором, мастером, начальником участка, начальником цеха, дежурным инженером, заведующим промыслом газопромыслового управления № 1 в объединении «Кубаньгазпром». По результатам выполнения семилетнего плана был представлен к награждению орденом Трудового Красного Знамени. В годы восьмой пятилетки (1966—1970) добился наивысших производственных результатов.
Указом Президиума Верховного Совета СССР от 30 марта 1971 года за выдающиеся заслуги в выполнении заданий пятилетнего плана и достижение высоких технико-экономических показателей Петру Петровичу Дегтярёву присвоено звание Героя Социалистического Труда с вручением ордена Ленина и золотой медали «Серп и Молот».
В дальнейшем перешёл работать мастером по добыче газа объединения «Краснодарнефтегаз». С 1975 года находился на пенсии.
Проживал в станице Темиргоевская Курганинского района Краснодарского края. Умер 25 января 1978 года.

## Награды
- Золотая медаль «Серп и Молот» (30.03.1971);
- Орден Ленина (30.03.1971).
- Орден Красного Знамени (17.05.1945)
- Орден Отечественной войны I степени (11.02.1944)
- Орден Трудового Красного Знамени (01.07.1966)
- Медаль «За оборону Кавказа» (01.05.1944)
- Медаль «За освобождение Праги» (09.06.1945)
- Медаль «За трудовую доблесть»
- Медаль «В ознаменование 100-летия со дня рождения Владимира Ильича Ленина» (6 апреля 1970)
- и другими

## Память
- В Краснодаре установлена мемориальная доска с именами Героев Социалистического Труда Кубани и Адыгеи